# ヴァイオリンとピアノのためのソナチネ (シューベルト)
ヴァイオリンとピアノのためのソナチネ 作品137 は、フランツ・シューベルトが1816年の3月から4月にかけて作曲したヴァイオリンとピアノのための作品集である。『ヴァイオリンソナチネ』や『ヴァイオリンソナタ』と表記される場合もある。

## 概要
シューベルトは卓越したヴァイオリニストであり、1817年に『ヴァイオリンソナタ イ長調 作品162, D 574』を作曲するまでに、既に数多くの弦楽四重奏曲を作曲するなど、ヴァイオリンのための作品を幅広く作曲しており、本作品もその中の一つである。出版は作曲者の死後の1836年に、実兄のフェルディナントがディアベリ社から出版するに至った。シューベルト自身はこの作品の自筆譜に『ソナタ』と書いており、ソナチネとは書かれていないが、モーツァルトやベートーヴェンらの作品と比べると小規模な作品であるため、アントン・ディアベリらの手によって『ソナチネ』と題して出版された。

## 作品
『ソナチネ』の題名どおり、簡単なソナタ形式と展開部の短さが特徴。全3曲からなる。

### 第1番 ニ長調 作品137-1,D 384
第1番は、自筆譜にシューベルト自身の手によって「März 1816（1816年3月）」と書かれている。全3楽章構成。
- 第1楽章 アレグロ・モルト
ニ長調、2分の2拍子。
モーツァルトのヴァイオリンソナタ第21番にも似た、ピアノとヴァイオリンのユニゾンが主題。D-Fis-Aの伸びやかな主和音は明朗な響き。
- 第2楽章 アンダンテ
イ長調。4分の2拍子。
長三度の和声が美しい緩徐楽章。
- 第3楽章 アレグロ・ヴィヴァーチェ。
ニ長調、8分の6拍子。
ベートーヴェンのヴァイオリンソナタ第1番にも似た、軽快なロンド楽章。

### 第2番 イ短調 作品137-2, D 385
第2番も第1番と同様に、自筆譜にシューベルト自身の手によって「März 1816（1816年3月）」と書かれている。全4楽章構成。
- 第1楽章 アレグロ・モデラート
イ短調、4分の4拍子。
- 第2楽章 アンダンテ
ヘ長調、4分の3拍子。
- 第3楽章 メヌエット：アレグロ - トリオ
ニ短調 - 変ロ長調、4分の3拍子。
- 第4楽章 アレグロ
イ短調、4分の2拍子。

### 第3番 ト短調 作品137-3, D 408
第3番は、自筆譜にシューベルト自身の手によって「April 1816（1816年4月）」と書かれている。全4楽章構成。
- 第1楽章 アレグロ・ジュスト
ト短調、4分の3拍子。
冒頭は第1番と同様に、ピアノとヴァイオリンのユニゾンでやや深刻な雰囲気を出している。
- 第2楽章 アンダンテ
変ホ長調、4分の2拍子。
- 第3楽章 メヌエット：アレグロ・ヴィヴァーチェ - トリオ
変ロ長調 - 変ホ長調、4分の3拍子。
- 第4楽章 アレグロ・モデラート
ト短調、4分の2拍子。
最後はト長調に変わり、穏やかに終わる。